# Kudubanjar
Kudubanjar is een bestuurslaag in het regentschap Jombang van de provincie Oost-Java, Indonesië. Kudubanjar telt 2471 inwoners (volkstelling 2010).